# Feridun Buğeker
Feridun İsmail Buğeker (Istambul, 5 de abril de 1933 - 6 de outubro de 2014) foi um futebolista turco, que atuava como atacante.

## Carreira
Feridun Buğeker fez parte do elenco da Seleção Turca de Futebol que disputou a Copa do Mundo de 1954.

## Ligações Externas
- Perfil em FIFA.com (em inglês)